# 恒麗園
恒麗園（英語：Hanley Villa）為香港一個私人屋苑，位於新界荃灣區油柑頭悠麗路18-22號，由著名建築師嚴迅奇設計。屋苑於1994年5月建成，提供516伙住宅單位。

## 歷史
屋苑所在的土地前身為油柑頭村用地，於1989年7月由恆隆地產以2.9億港元購入，次年計劃興建8幢住宅樓宇，並擬於1992年竣工。
然而，由於樓宇設計有所改變，用地最終延至1991年才動工，並於1993年5月獲批預售。至1994年5月，屋苑正式入伙，較原訂日期遲半年。

## 樓宇
屋苑分為三幅用地，後方兩幅用地共設7座呈拱門狀樓宇，並於住宅基座設有停車場；此外，屋苑前方的第三幅用地則為停車場及會所綜合大樓，不設住宅樓宇。
| 樓宇座號 | 落成年份 | 住宅層數 | 每層伙數 | 升降機品牌 |
| -------- | -------- | -------- | -------- | ---------- |
| 1座      | 1994年   | 34層     | 3        | 迅達       |
| 2座      | 1994年   | 34層     | 3        | 迅達       |
| 3座      | 1994年   | 30層     | 3        | 迅達       |
| 4座      | 1994年   | 30層     | 3        | 迅達       |
| 5座      | 1994年   | 26層     | 2        | 迅達       |
| 6座      | 1994年   | 26層     | 2        | 迅達       |
| 7座      | 1994年   | 26層     | 2        | 迅達       |

## 圖片集

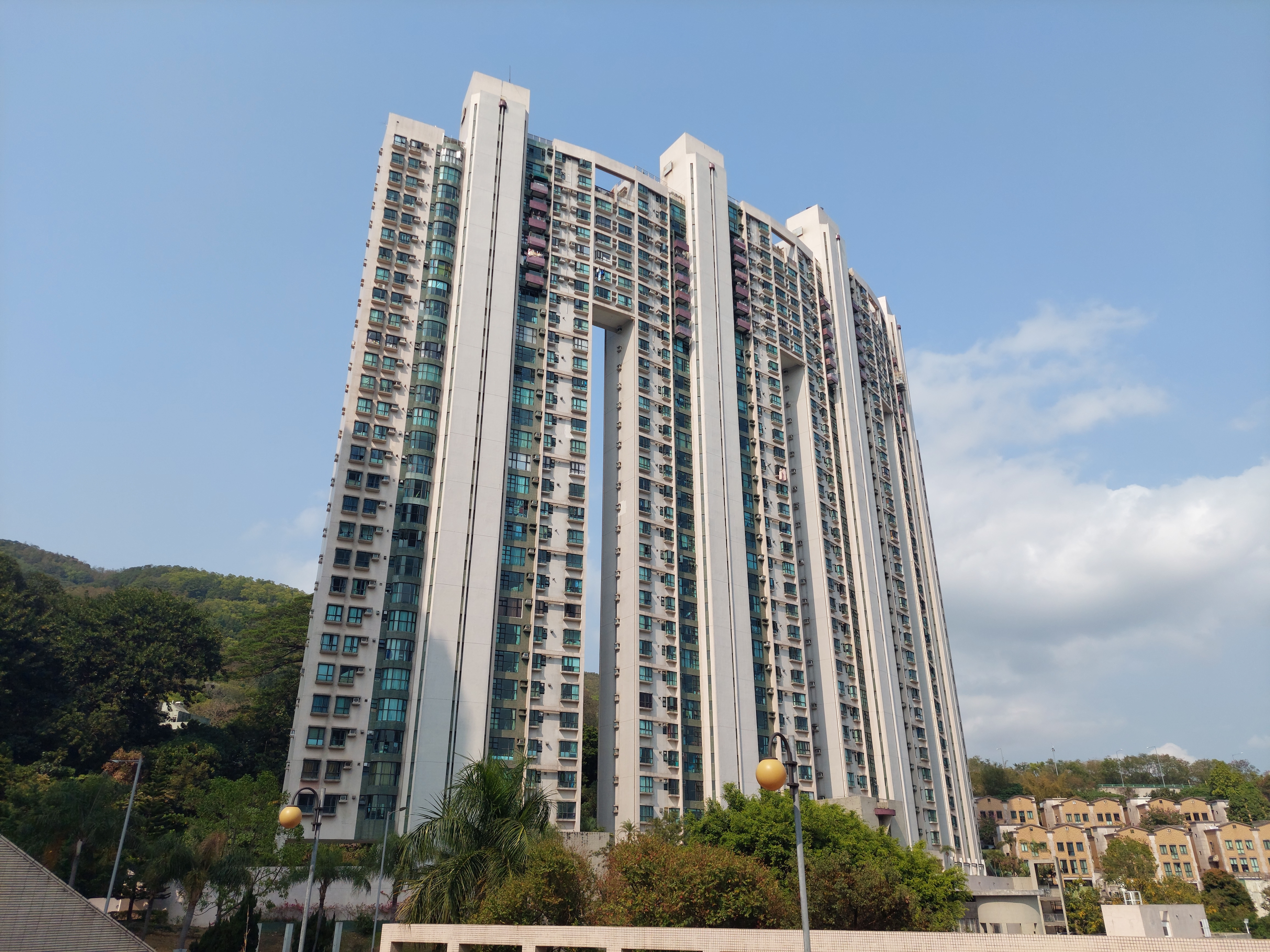
第1至4座
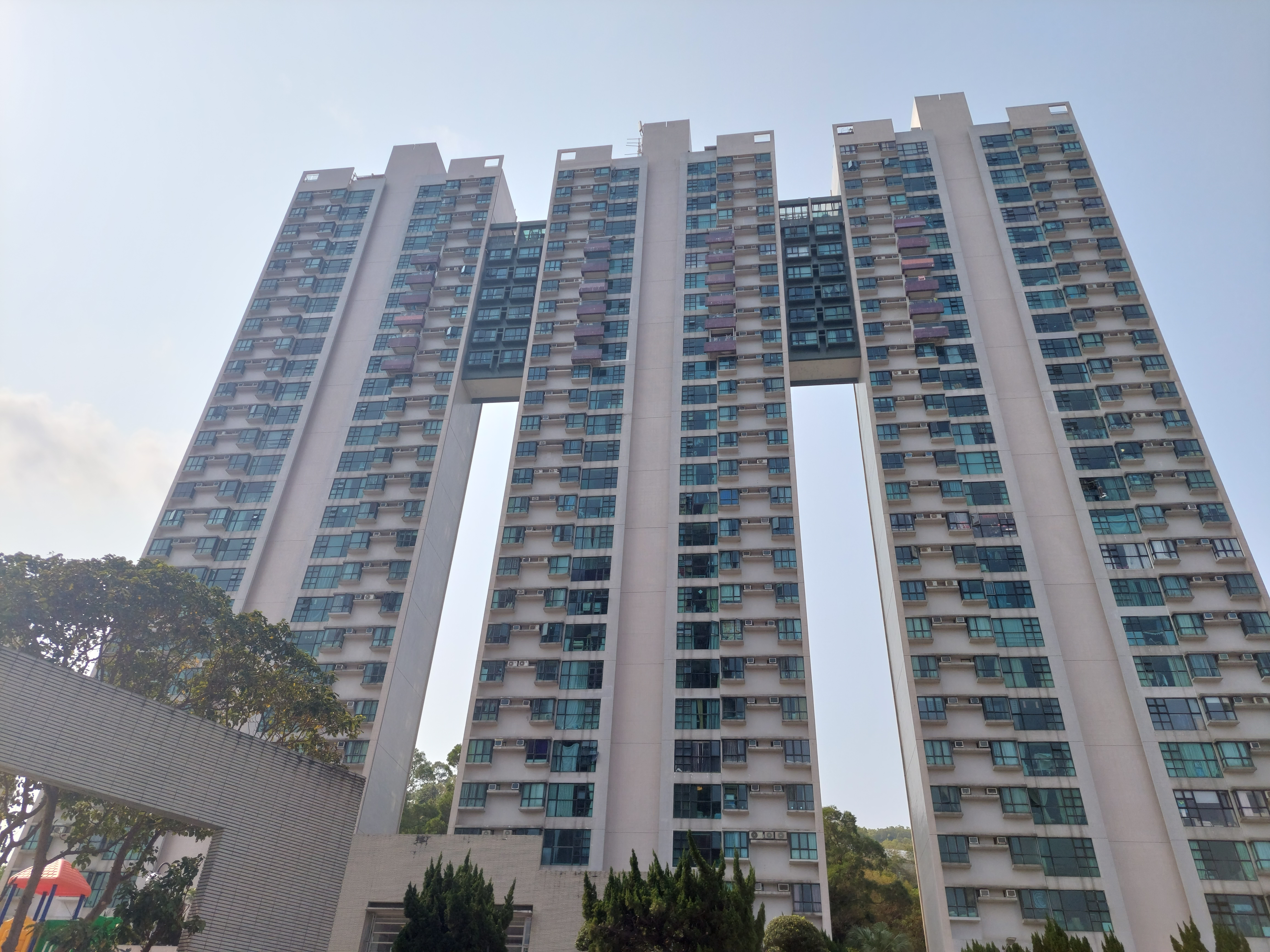
第5至7座
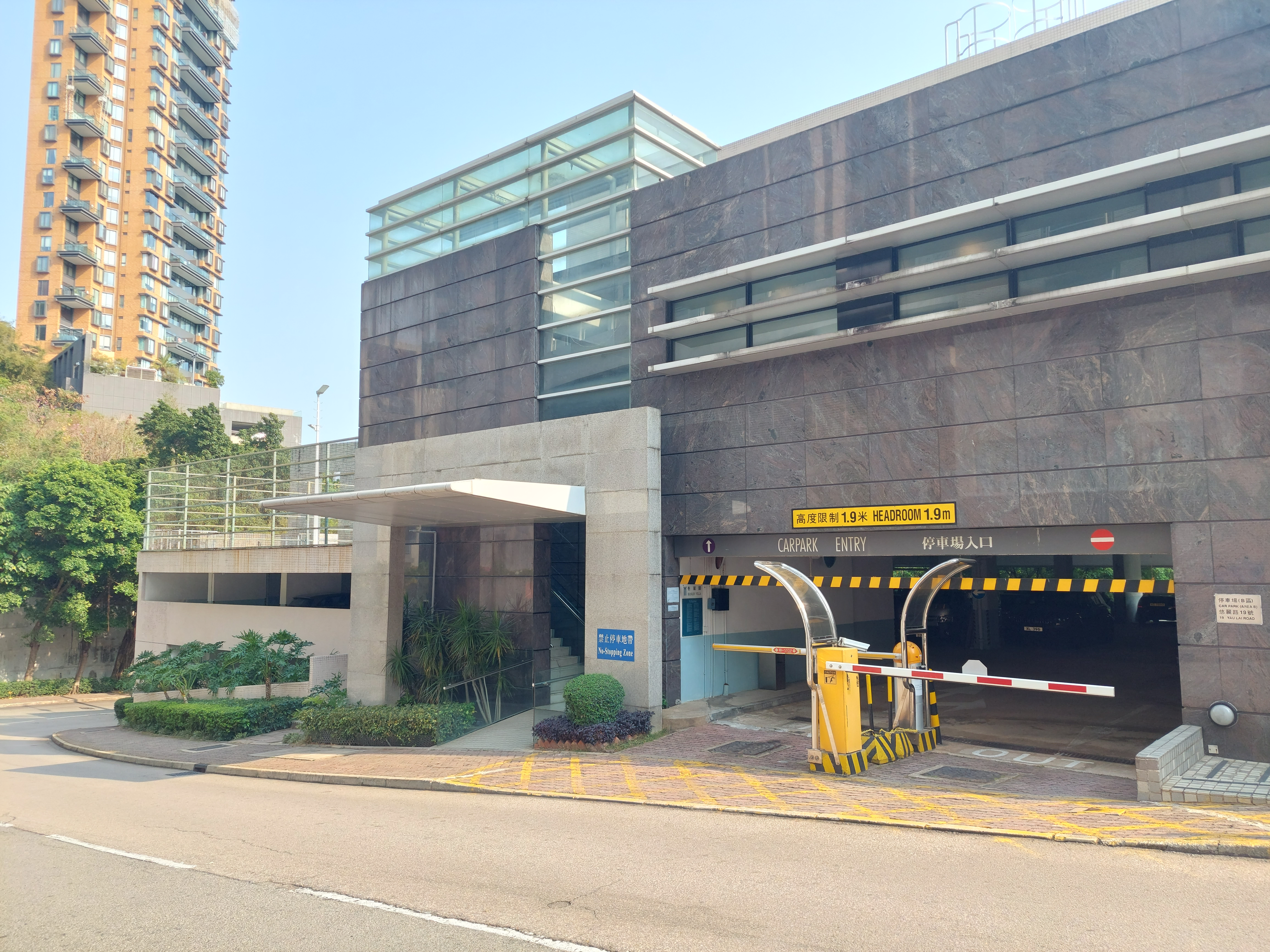
會所及停車場大樓正面
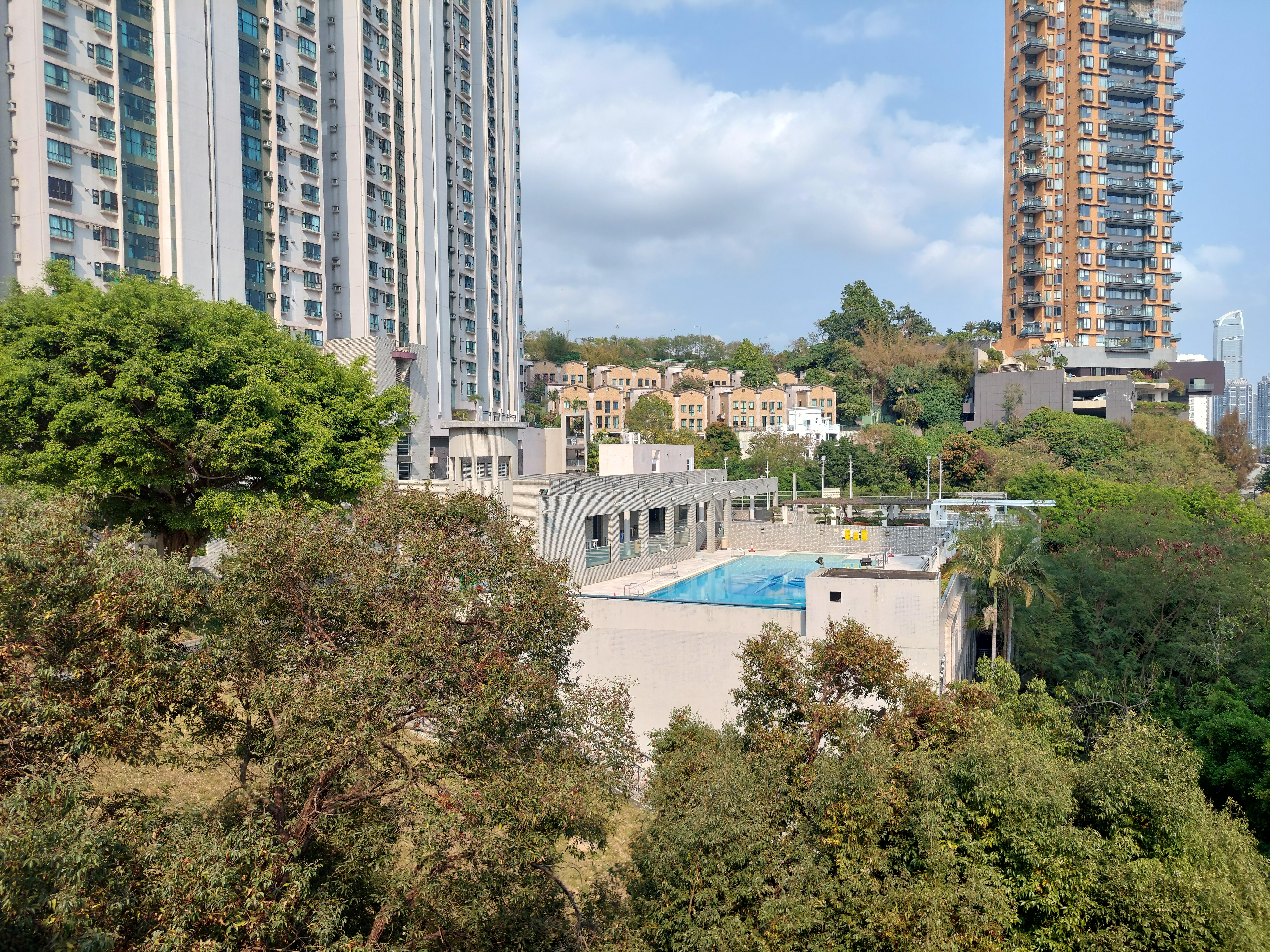
密林中的會所及停車場大樓
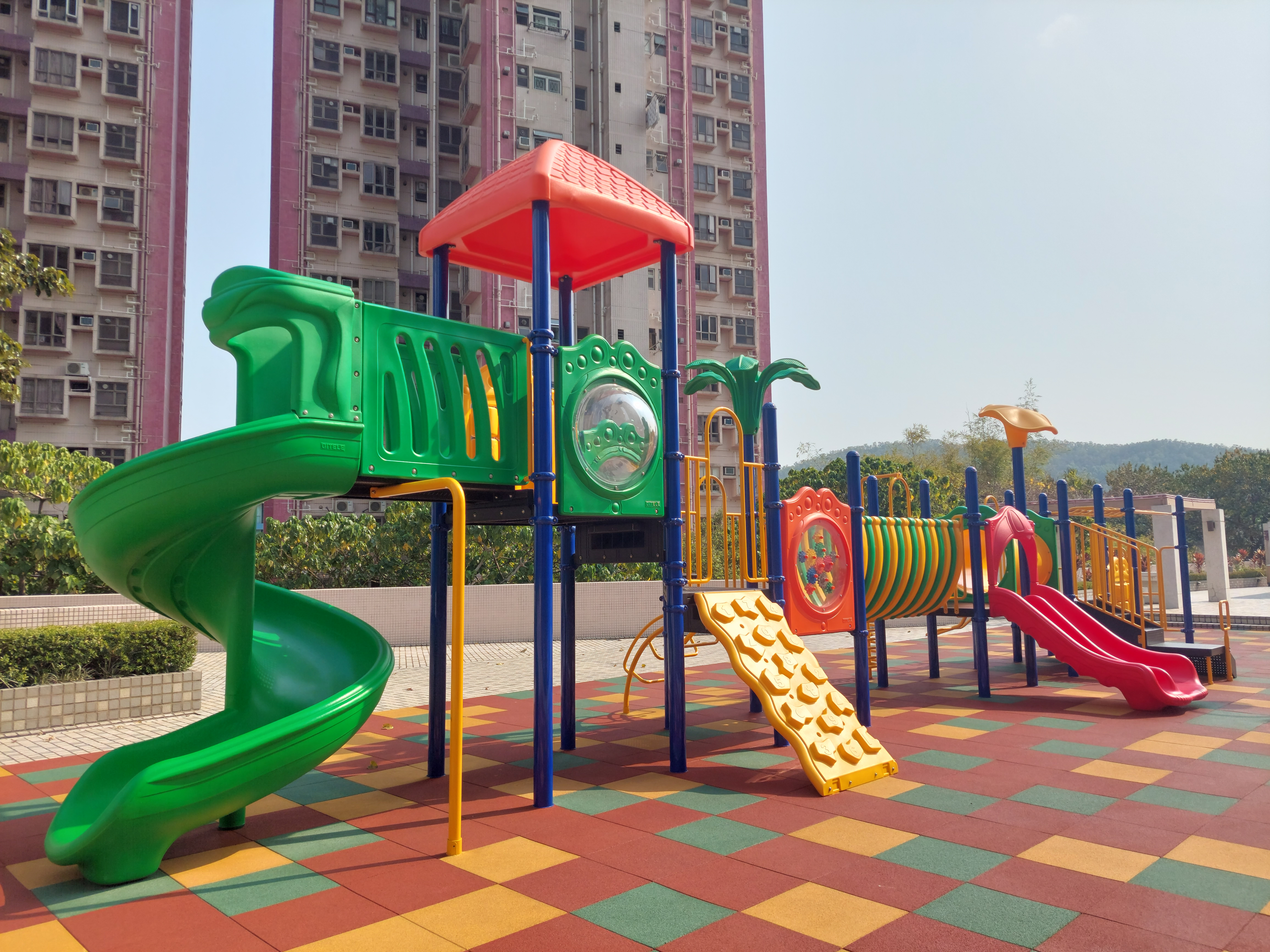
兒童遊樂場

## 鄰近屋苑/地方
- 皇璧
- 金麗苑
- 新麗苑及叠翠苑
- 華麗海灣酒店
- 錦柏豪苑
- 油柑頭濾水廠